# Белфаи
Белфаи (фр. Belfahy) насеље је и општина у источној Француској у региону Франш-Конте, у департману Горња Саона која припада префектури Лир.
По подацима из 2011. године у општини је живело 79 становника, а густина насељености је износила 25,73 становника/km². Општина се простире на површини од 3,07 km². Налази се на средњој надморској висини од 950 метара (максималној 1.050 m, а минималној 520 m).

## Демографија
| 1962. | 1968. | 1975. | 1982. | 1990. | 1999. | 2011. |
| ----- | ----- | ----- | ----- | ----- | ----- | ----- |
| 128   | 114   | 90    | 74    | 70    | 65    | 79    |

График промене броја становника у току последњих година